# WWE Studios
WWE Studios (do 2008 znana jako WWE Films) – osadzona w Los Angeles filia organizacji World Wrestling Entertainment, Inc., stworzona w 2002 roku w celu produkcji filmów fabularnych. Jej zarządcą jest Michael Lake.
Filmy WWE Studios to najczęściej kino akcji; w każdym z nich w roli pierwszoplanowej występuje przynajmniej jeden zawodowy wrestler. Przedsiębiorstwo zajmuje się generalnie koprodukcją projektów filmowych, choć także ich produkcją niezależną. Pierwszym obrazem opracowanym przez same tylko WWE Studios od etapu preprodukcji aż do momentu filmowania, był film The Marine (2006), w Polsce wydany pt. W cywilu. Jako pierwszy z filmów produkowanych przez spółkę z dystrybucją kinową spotkał się slasher Hotel śmierci (See No Evil, 2006).

## Wybrana filmografia
(Wytłuszczoną czcionką zaznaczono nazwiska członków obsady, którzy zajmują się wrestlingiem.)
- Król Skorpion (The Scorpion King, 2002) − obs. The Rock, Michael Clarke Duncan, Kelly Hu
- Witajcie w dżungli (The Rundown, 2003) − The Rock, Seann William Scott, Rosario Dawson
- Z podniesionym czołem (Walking Tall, 2004) − obs. The Rock, Johnny Knoxville, Neal McDonough
- film dokumentalny The Mania of WrestleMania (2004)
- Hotel śmierci (See No Evil, 2006) − obs. Kane, Christina Vidal, Samantha Noble
- W cywilu (The Marine, 2006) − obs. John Cena, Robert Patrick, Kelly Carlson
- Potępiony (The Condemned, 2007) − obs. Stone Cold Steve Austin, Vinnie Jones, Robert Mammone
- Za linią wroga: Kolumbia (Behind Enemy Lines: Colombia, 2009) – Joe Manganiello, Mr. Kennedy, Keith David
- 12 rund (12 Rounds, 2009) − obs. John Cena, Aidan Gillen, Ashley Scott
- W cywilu 2 (2009) − obs. Ted DiBiase Jr, Michael Rooker, Lara Cox
- Legendary (2010) − John Cena, Danny Glover, Patricia Clarkson
- Knucklehead (2010) − obs. The Big Show, Dennis Farina, Mark Feuerstein
- The Chaperone (2011) − obs. Triple H, Kevin Corrigan, José Zúñiga
- That's What I Am (2011) − obs. Ed Harris, Randy Orton, Molly Parker
- Inside Out  (2011) − obs. Triple H, Michael Rapaport, Parker Posey
- The Reunion  (2011) − obs. John Cena, Ethan Embry, Amy Smart
- Bending the Rules  (2012) − obs. Edge, Jamie Kennedy, Jennifer Esposito
- W cywilu 3 (2013) − obs. Mike "The Miz" Mizanin
- 12 rund 2 (2013) − obs. Randy Orton, Tom Stevens, Sebastian Spence
- 12 rund 3 (2015) - obs. Dean Ambrose, Roger Cross, Daniel Cudmore